# ヒプセロサウルス
ヒプセロサウルス（Hypselosaurus　「最高のトカゲ」の意味）は白亜紀後期（マーストリヒト期、7000万年前-6600万年前）に現在のヨーロッパに生息していたティタノサウルス類の竜脚類恐竜の属の一つである。
かつては体長15mほどと推定されていたが、近年は12mほどで、体重が7.3～14.5tほどとされている

## 発見と命名

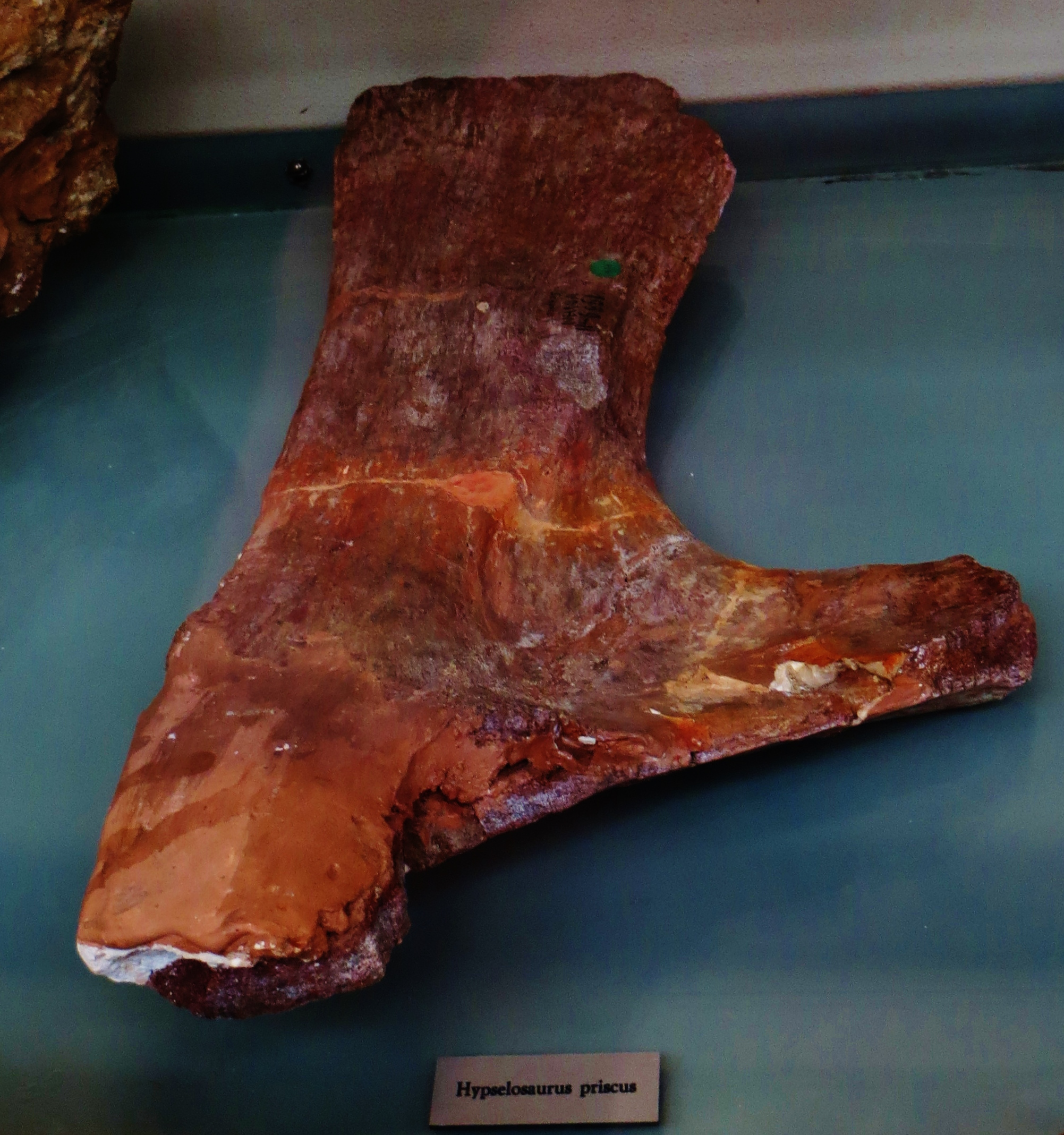
ヒプセロサウルスの化石

ヒプセロサウルスはフランス、プロヴァンス地方で発見された断片的な化石に基づいて1846年に地質学者Pierre Émile Philippe Matheronにより記載され、 1869年に公式に命名された。Matheronはこの動物を巨大なワニと考えていた。属名は古代ギリシャ語で「高い」もしくは「そびえ立つ」を意味するὑψηλός （Hypselos）と「トカゲ」を意味するσαυρος （saurs）から派生している。

## 特徴
ヒプセロサウルスの脚は比較的がっしりしていた。1846年に以降フランスで発見された卵の化石がMatheronとポール·ジェルヴェによりヒプセロサウルスのものとされており、これは発見より数十年に渡って恐竜とは認識されていなかったものの、実際には最古の恐竜の卵の発見であった。これらの卵は特異に大きく、外周は30 cmほどある。化石からの年齢査定の研究が行われているものの決定的ではなく、数十年から数百年の幅のある結果が得られている。
Hypselosaurus priscusのものとされている以上に殻の薄い卵が発見されている。これは種の絶滅に起因するもので、植生の変化、気候の変化および過密化が殻の薄化現象の原動力であると推定する研究者もいる。しかし、卵殻の薄化は病的なものではないとする対立仮説もある。 後に問題となっている卵が正常に孵化したという証拠が見つかった。殻の薄い「Hypselosaurus priscus」の卵は実際には別の殻の薄い分類群のものであるというと仮定した研究者もおり、この案は後続の研究者にも支持されるようになった。他の可能性としては殻の厚さのバリエーションは薄いものが若い個体、厚いものがより年長な個体が産んだものであるか、 殻の厚さのバリエーションは単一種の中での自然なバリエーションの結果である可能性がある。

## 参照
1. ↑  Matheron, P.M. (1891). “Sur les animaux vertébrés dans les couches d’eau douce Crétacées du Midi de la France” (French). Compte Rendu de la 20me Session, Seconde Parte. Notes et Extraits. Association Française pour l'Avancement des Sciences Fusionnée avec l'Association Scientifique de France, Reconnues d'utilité publique. pp. 382–383
2. ↑  Holtz, T.R. Jr. (2012年). “Genus List for Holtz (2007) Dinosaurs”.   University of Maryland. p. 34. 2017年10月11日閲覧。
3. ↑  Buffetaut, Eric; Cuny, Gilles; Le Loeuff, Jean (1993). “The Discovery of French Dinosaurs”. In Sargeant, William A.S. (ed.). History of the Study of Dinosaurs. Routledge. pp. 161–182. ISBN 2-88124-906-X
4. ↑  Matheron P., 1846, "Sur les terrains traversés par le souterrain de la Nerthe, près Marseille. Bulletin de la Société géologique de France" 4(2): 261-269
5. ↑  P. Matheron, 1869, "Note sur les reptiles fossiles des dépôts fluvio-lacustres crétaces du bassin à lignite de Fuveau", Bulletin de la Société géologique de France, série 2 26: 781-795
6. ↑  Case, T. J. (1978). Speculations on the growth rate and reproduction of some dinosaurs. Paleobiology 4, 320-328.
7. 1 2 3 4 5 6  Hirsch, K. F., 2001, Pathological amniote eggshell - fossil  and modern: In: Mesozoic Vertebrate Life, edited by Tanke, D. H., and Carpenter, K., Indiana University Press, pp. 378-392.